# Ozero Kamajskoje
Ozero Kamajskoje (ryska: Озеро Камайское) är en sjö i Belarus.   Den ligger i voblasten Vitsebsks voblast, i den norra delen av landet, 140 km norr om huvudstaden Minsk. Ozero Kamajskoje ligger 188 meter över havet. Arean är 0,20 kvadratkilometer. Den sträcker sig 0,4 kilometer i nord-sydlig riktning, och 1,1 kilometer i öst-västlig riktning.
Omgivningarna runt Ozero Kamajskoje är en mosaik av jordbruksmark och naturlig växtlighet. Runt Ozero Kamajskoje är det ganska glesbefolkat, med 22 invånare per kvadratkilometer.